# Mingshui (sockenhuvudort i Kina, Liaoning Sheng, lat 40,36, long 119,89)
Mingshui (kinesiska: 明水, 明水满族乡) är en sockenhuvudort i Kina. Den ligger i provinsen Liaoning, i den nordöstra delen av landet, omkring 330 kilometer sydväst om provinshuvudstaden Shenyang. Antalet invånare är 12 294. Befolkningen består av 5 824 kvinnor och 6 470 män. Barn under 15 år utgör 12,0 %, vuxna 15-64 år 77 %, och äldre över 65 år 10,0 %.
Runt Mingshui är det tätbefolkat, med 266 invånare per kvadratkilometer. Närmaste större samhälle är Jiabeiyan, 13,7 km väster om Mingshui. Trakten runt Mingshui består i huvudsak av gräsmarker.
Genomsnittlig årsnederbörd är 835 millimeter. Den regnigaste månaden är juli, med i genomsnitt 208 mm nederbörd, och den torraste är januari, med 3 mm nederbörd.